# Ян Дембовський
Ян Богдан Дембовський (пол. Jan Bohdan Dembowski; 26 грудня 1889, Санкт-Петербург — 22 вересня 1963, Варшава) — польський зоолог, громадський та державний діяч.

## Біографія
У 1912 році закінчив Петербурзький університет. Також навчався у Віденському університеті.
З 1922 р. — завідувач кафедри біології інституту ім. М. Ненцького у Варшаві (1933—1934 рр. — директор цього інституту); у 1934-39 рр. — Професор університету ім. Стефана Баторія у Вільнюсі, у 1940-41 рр. викладав в університеті марксизму-ленінізму у Вільнюсі. У 1944-47 рр., був аташе посольства ПНР у Москві та працював в Інституті експериментальної біології АМН СРСР. У 1947-52 рр. — Професор Лодзінського університету, в 1952-60 рр.. — директор Інституту експериментальної біології у Варшаві. У 1952-60 рр. — Професор Варшавського університету.
1948—1952 роки — Голова Польського комітету захисту миру,
1952—1956 роки — Президент Польської Академії наук,
1952—1957 роки — Маршал сейму ПНР,
1952—1957 роки — Заступник голови Державної Ради.
У 1951-53 роки — Голова Комітету з присудження державних премій ПНР, у 1952—1956 роках;— Заступник голови Національного комітету Національного фронту.
Основні роботи присвячені поведінці та зоопсихології різних груп тварин, зокрема явищам «пам'яті», ритму поділу, тропізмам у інфузорій; у дослідах на крабах досліджував деякі інстинкти.
Іноземний член Академії наук СРСР (1958), Угорської академії наук, Національної академії наук у Нью-Йорку.